# Abalistes filamentosus
Espèce
Statut de conservation UICN

 LC  : Préoccupation mineure
Abalistes filamentosus est une espèce de poissons marins de la famille des Balistidae.

## Répartition
Ce poisson se rencontre dans le bassin Indo-Pacifique en Australie, au Japon et Nouvelle-Calédonie. Il est présent au large des îles Ryukyu, au nord-ouest de l'Australie et en mer de Timor et ce aux profondeurs comprises entre 20 et 180 m.

## Description

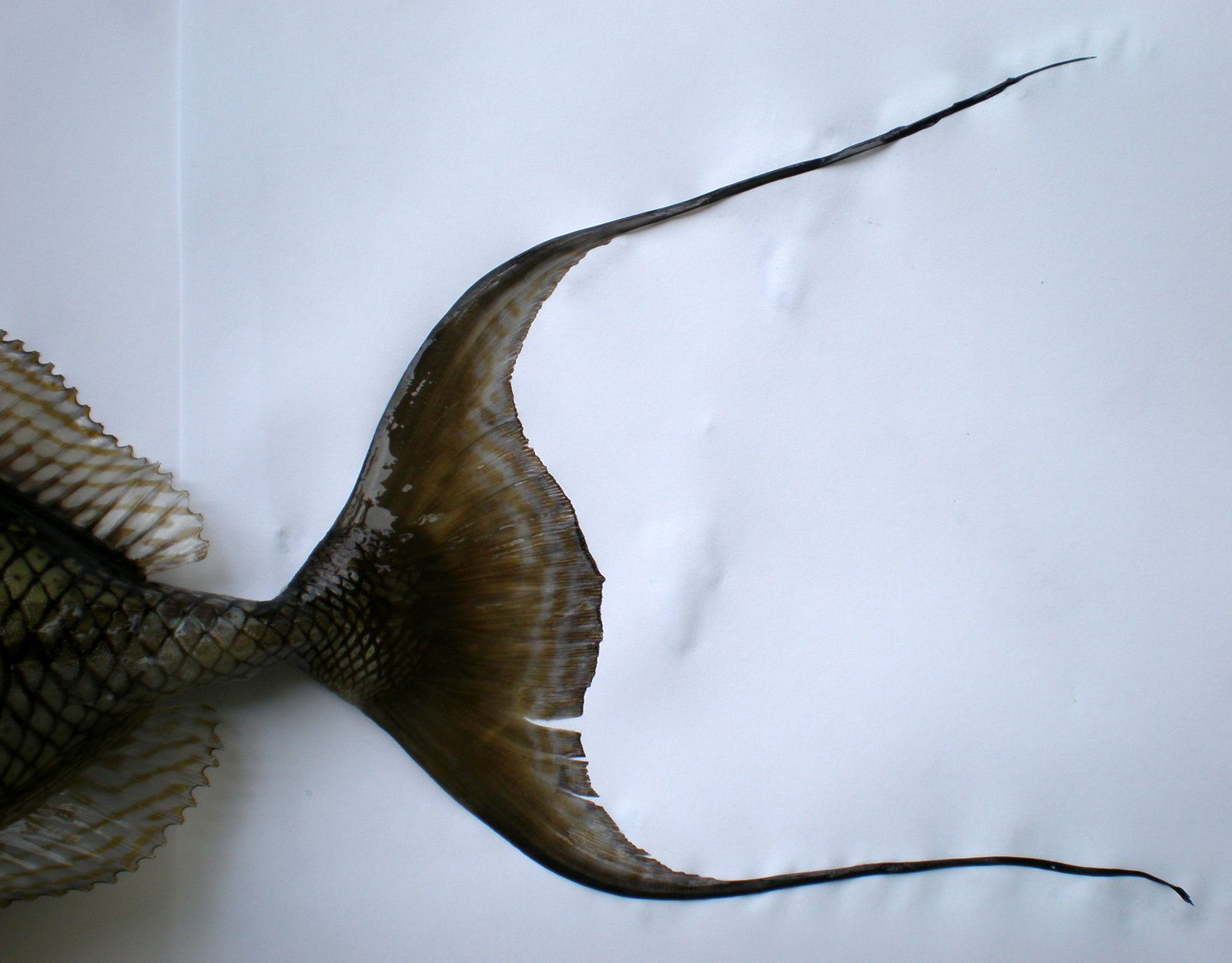
Détail des filaments de la nageoire caudale.

Abalistes filamentosus peut mesurer jusqu’à 32,5 cm, queue non comprise et peser jusqu’à 1,4 kg. Il se caractérise par des filaments à sa nageoire caudale, absents chez l'espèce voisine Abalistes stellatus.

## Classification
Le nom valide complet (avec auteur) de ce taxon est Abalistes filamentosus Matsuura & Yoshino, 2004,.

### Étymologie
Son épithète spécifique, filamentous, fait référence aux rayons supérieur et inférieur de sa nageoire caudale qui forment comme des filaments.

### Publication originale
- (en) Keiichi Matsuura et Tetsuo Yoshino, « A new triggerfish of the genus Abalistes (Tetraodontiformes: Balistidae) from the western Pacific », Records of the Australian Museum, Sydney, Australian Museum et Shane F. McEvey (d), vol. 56, no 2,‎ 2004, p. 189-194 (ISSN 0067-1975 et 2201-4349, OCLC 1385608, DOI 10.3853/J.0067-1975.56.2004.1431, lire en ligne).